# 清微派
清微派是道教的一个派别。由符箓三宗(特别是上清派)分衍、演化而来，尊奉元始天尊。
其谱系由于神人共杂，因此被认为不大可靠。较为一致的意见是认为其创始人是唐朝末年的永州零陵人祖舒。另有一说其重要创始人是马丹阳（马钰）。
陈采《清微仙谱》序云：“其传始于元始，二之为玉晨（大道君）与老君，又再一传，衍而为真元、太华、关令、正一之四派。十传至昭凝祖元君（名舒），又复合于一。继是八传，至混隐真人南公（名毕道）。公学极天人，仕宋为显官，遇保一真人（李少微）授以至道。遂役鬼神，致雷雨，动天使，陟仙曹。晚见雷渊黄先生（黄舜申），奇之，悉以其书传焉。” 黄舜申（1224～？），南宋福建建宁县人。年十六，侍父于广西幕府。某日染疾，遇南毕道，以符疗之。病愈，授以清微雷法。宋理宗召见，御书“雷渊真人”四字赐之。
黄舜申故乡福建建宁，成为宋末元初清微派传播中心，四方求法者甚众。门下西山熊道辉，其道多行于南方，传之安城彭汝励，彭汝砺传曾贵宽，曾贵宽传浚仪赵宜真。清微派另一支以湖北武当山为中心，传行于北。由黄舜申弟子张道贵、叶云莱、刘道明传张守清，再传张悌、彭通微等。这一支多为全真派道士兼行清微法者。
《正统道藏》中所存的清微道法著作，如《清微元降大法》、《清微神烈秘法》、《清微斋法》、《清微丹法》、《清微玄枢奏告仪》等，皆出于黄舜申及其门人之手。《道法会元》亦收清微雷法多种。
清微派主要以内炼为主，附以符箓。其符箓比较接近于神霄雷法。清微派雷法理论，亦类于神霄派。仍主天人合一，内（炼）外（法）结合，而以内炼为基础。强调诚于中，方能感于天；修于内，方能发于外。《清微斋法》云：“盖行持以正心诚意为主。心不正，则不足以感物；意不诚，则不足以通神。神运于此，物应于彼，故虽万里，可呼吸于咫尺之间。”
明朝以后，道教主要分为正一道和全真道两大派别，其他宗派全部归纳到这两个宗派之下。清微派被视为正一派的分支。

## 参看
- 神霄派
- 符箓
- 雷法